# Campeonato dos Emirados Árabes Unidos de Fórmula 4
O Campeonato dos Emirados Árabes Unidos de Fórmula 4 é uma categoria de corrida de monopostos baseada nos Emirados Árabes Unidos que segue os regulamentos da Fórmula 4 da Federação Internacional de Automobilismo (FIA). A categoria foi concebida como uma entrada de baixo custo para as corridas de carros e é voltada para jovens pilotos que estão saindo do kart. O campeonato foi lançado pela FIA e sua afiliada nacional, o Automobile & Touring Club dos Emirados Árabes Unidos (ATCEAU), que atuou como promotor da categoria. Atualmente, o campeonato é governado pela Emirates Motorsport Organization (EMSO) e promovida pela AUH Motorsports.

## História
Gerhard Berger e a Comissão de Monopostos da FIA lançaram a FIA Fórmula 4 em março de 2013. O objetivo da Fórmula 4 é tornar o caminho para a Fórmula 1 mais claro. Além dos regulamentos desportivos e técnicos, os custos também são regulados. Para a compra do carro para competir nesta categoria o valor não pode exceder € 30.000. Uma temporada na Fórmula 4 não pode exceder € 100.000 em custos.
Ao longo de dois anos, a ATCEAU trabalhou para desenvolver um campeonato de Fórmula 4 para os Emirados Árabes Unidos, na qual seria o primeiro do Oriente Médio e África do Norte. Um dos primeiros passos tomados foi apontar a AUH Motorsports para organizar a categoria, baseados na experiencia anterior em organizar campeonatos da Radical Sportscars na região em outras oportunidades.
Em fevereiro de 2016, o campeonato foi lançado em uma cerimônia na frente do Burj Khalifa, com o carro sendo mostrado por Nahyan bin Mubarak Al Nahyan, ministro da cultura e desenvolvimento do conhecimento e presidente da Autoridade Geral para Juventude e Esportes; e Mohammed bin Sulayem, presidente da ATCEAU. Após o lançamento, o carro fez seu primeiro teste no Autódromo de Dubai, pilotado por Ed Jones.
Em outubro de 2023, foi anunciado que o campeonato mudaria de nome, se tornando o Campeonato do Oriente Médio de Fórmula 4 de 2025 pra diante, abrindo a expansão da categoria para todo a região.

## Formato
A temporada inaugural (2016-17) contou com seis etapas e 18 baterias, quatro delas no Circuito de Yas Marina e as outras duas no Autódromo de Dubai. Para 2021, o campeonato teve cinco etapas, com um total de 20 baterias. 
As etapas consistem de duas sessões classificatórias determinando os grids da primeira e terceira bateria. Os grids da segunda bateria é determinado pela segunda volta mais rápida da primeira sessão classificatória e o grid da quarta bateria é determinado pela ordem invertida dos oito primeiros da terceira bateria.

## Carro
O campeonato utilizou durante toda sua existência os chassis da Tatuus. Das temporadas de 2016-17 até 2021, foi utilizado o chassis F4-T014, com motor Abarth 1.4 Turbo. Da temporada de 2022, a categoria fez o lançamento global do chassis F4-T421, utilizado até a sua temporada final em 2024.

## Campeões

### Pilotos
| Temporada | Pilotos           | Equipes                       | Corridas | Poles | Vitórias | Pódios | Voltas mais rápidas | Pontos | Margens |
| --------- | ----------------- | ----------------------------- | -------- | ----- | -------- | ------ | ------------------- | ------ | ------- |
| 2016–17   | Jonathan Aberdein | Team Motopark                 | 18       | 10    | 14       | 16     | 12                  | 368    | 107     |
| 2017–18   | Charles Weerts    | Dragon Motopark F4            | 23       | 3     | 8        | 16     | 9                   | 377    | 52      |
| 2019      | Matteo Nannini    | Xcel Motorsport               | 20       | 6     | 7        | 16     | 7                   | 363    | 68      |
| 2020      | Francesco Pizzi   | Xcel Motorsport               | 20       | 3     | 8        | 10     | 5                   | 300    | 26      |
| 2021      | Enzo Trulli       | Cram Durango                  | 20       | 0     | 4        | 13     | 5                   | 319    | 1       |
| 2022      | Charlie Wurz      | Prema Racing                  | 20       | 3     | 2        | 10     | 2                   | 255    | 45      |
| 2023      | James Wharton     | Mumbai Falcons Racing Limited | 15       | 4     | 4        | 11     | 5                   | 232    | 20      |
| 2024      | Freddie Slater    | Mumbai Falcons Racing Limited | 15       | 0     | 2        | 6      | 4                   | 172    | 4       |

### Equipes
| Temporada | Equipes                       | Corridas | Poles | Vitórias | Pódios | Voltas mais rápidas | Pontos | Margens |
| --------- | ----------------------------- | -------- | ----- | -------- | ------ | ------------------- | ------ | ------- |
| 2016–17   | Team Motopark                 | 2        | 10    | 14       | 31     | 18                  | 629    | 390     |
| 2017–18   | Dragon Motopark F4            | 3        | 3     | 9        | 19     | 10                  | 580    | 19      |
| 2019      | Xcel Motorsport               | 5        | 8     | 11       | 30     | 11                  | 632    | 171     |
| 2020      | Xcel Motorsport               | 6        | 3     | 11       | 32     | 9                   | 595    | 182     |
| 2021      | Xcel Motorsport               | 9        | 14    | 11       | 34     | 12                  | 617    | 255     |
| 2022      | Prema Racing                  | 3        | 8     | 10       | 22     | 9                   | 550    | 165     |
| 2023      | Mumbai Falcons Racing Limited | 3        | 2     | 8        | 21     | 7                   | 444    | 221     |
| 2024      | Mumbai Falcons Racing Limited | 4        | 3     | 5        | 18     | 8                   | 340    | 102     |

### Novato do Ano
| Temporada | Pilotos             | Equipes                       |
| --------- | ------------------- | ----------------------------- |
| 2016–17   | Logan Sargeant      | Team Motopark                 |
| 2017–18   | David Schumacher    | Rasgaira Motorsports          |
| 2019      | Matteo Nannini      | Xcel Motorsport               |
| 2020      | Francesco Pizzi     | Xcel Motorsport               |
| 2021      | Enzo Trulli         | Cram Durango                  |
| 2022      | Rafael Câmara       | Prema Racing                  |
| 2023      | Tuukka Taponen      | Mumbai Falcons Racing Limited |
| 2024      | Kean Nakamura-Berta | Mumbai Falcons Racing Limited |

## Circuitos
| Circuits               | Rounds | Years     |
| ---------------------- | ------ | --------- |
| Autodrómo de Dubai     | 18     | 2016–2024 |
| Circuito de Yas Marina | 16     | 2016–2024 |
| Kuwait Motor Town      | 2      | 2023      |